# Otok Oštarijski
Otok Oštarijski je naselje u Republici Hrvatskoj, u sastavu Grada Ogulina, Karlovačka županija.

Smješten je 4 km jugoistočno od Ogulina ali razvučen uz glavnu cestu sve do Oštarija čime je nadovezan na ogulinska predgrađa. U ravnici su smješteni ogulinska Poduzetnička zona i čvor na autocestu A1.

Ovdje je nekoliko ponora u kojima nestaje većina vode Oštarske ili Zagorske Mrežnice ispuštene iz jezera Sabljaci tako da ona samo iznimno teče do Oštarija.
 Otoku pripadaju i zaseoci na desnoj obali rijeke: Šegani i Stabarnica.

Ime je dobio prema otoku na rijeci Mrežnici na kojemu je bila jezgra sela u srednjem vijeku. Tad je ovdje bio i manji vlastelinski dvor Frankopana koji je kasnije za vrijeme turskih ratova poslužio kao utvrda za zaštitu novo naseljenog pravoslavnog stanovništva. Tragova dvora više nema a i lokacija mu je nepoznata.
 
Na otoku 1828. g izgrađena je crkva Sv. Nikole.

## Stanovništvo
Prema popisu stanovništva iz 2001. godine, naselje je imalo 446 stanovnika te 140 obiteljskih kućanstava.
| broj stanovnika | 467   | 536   | 407   | 431   | 431   | 417   | 395   | 449   | 364   | 353   | 345   | 456   | 428   | 471   | 446   | 381   | 344   |
|                 | 1857. | 1869. | 1880. | 1890. | 1900. | 1910. | 1921. | 1931. | 1948. | 1953. | 1961. | 1971. | 1981. | 1991. | 2001. | 2011. | 2021. |